# Brad Thorn
Bradley Carnegie Thorn, detto Brad (Mosgiel, 3 febbraio 1975), è un ex rugbista a 13, ex rugbista a 15 e allenatore di rugby a 15 neozelandese, dal 2018 tecnico dei Reds in Super Rugby. Durante la carriera come giocatore è stato internazionale nel rugby a 13 per l'Australia e nel rugby a 15 per la Nuova Zelanda, nel ruolo di seconda linea in entrambe le discipline.
Nel rugby a 15 vanta la vittoria della Coppa del Mondo 2011 con gli All Blacks. Ad oggi, è l'unico giocatore ad avere conquistato i due maggiori tornei di entrambi gli emisferi, il Super Rugby a sud e la Heineken Cup a nord, insieme al mondiale. Nel rugby a 13 ha vinto una World Club Challenge, il massimo campionato della categoria, e quattro titoli australasiani.

## Biografia
Nato in Nuova Zelanda, Thorn visse fin dall'età di cinque anni a Brisbane, in Australia, dove la famiglia si era trasferita; lì crebbe giocando a rugby a 13, disciplina della quale divenne professionista a 21 anni, nelle file dei Brisbane Broncos, formazione di National Rugby League.
Con tale squadra, oltre a quattro titoli nazionali, si aggiudicò anche una World Club Challenge, la maggiore manifestazione di club di rugby a 13 che si disputa tra le squadre campioni dell'emisfero Nord e quelle dell'emisfero Sud.
A livello internazionale rappresentò l'Australia nella serie di tre test che la Nazionale disputò a Londra, Manchester e Leeds contro la Gran Bretagna nel 1997, che i Kangaroos si aggiudicarono per 2-1.
Nel 2000 lasciò il rugby a 13 per passare al 15 in Nuova Zelanda nelle file dei Crusaders in Super Rugby e del Canterbury nel National Provincial Championship; con i Crusaders si aggiudicò il Super 12 2002 e nel 2003, dopo tre stagioni in Nuova Zelanda, divenne idoneo per giocare negli All Blacks con i quali esordì a Hamilton contro il Galles, per poi fare parte della rosa che partecipò alla Coppa del Mondo di rugby 2003 dove giunse terzo dopo avere perso la semifinale contro la sua patria adottiva, l'Australia.
Nel 2005 Thorn ritornò al rugby a 13 ancora nelle file dei Brisbane Broncos, con i quali vinse una National Rugby League nel 2006, e a fine 2007 lasciò definitivamente tale disciplina per giocare in Nuova Zelanda nella provincia rugbistica di Tasman, anch'essa afferente alla franchise dei Crusaders, per i quali riprese a giocare a partire dal Super 14 2008, che vinse; con gli All Blacks prese parte ai due Grandi Slam in Europa nei tour del 2008 e 2010 e, successivamente, fu tra i trenta convocati alla Coppa del Mondo di rugby 2011 in cui la Nuova Zelanda si laureò campione del mondo; la finale del torneo, vinta contro la Francia, fu l'ultima partita internazionale di Thorn, che già aveva firmato un contratto con la squadra giapponese del Fukuoka Sanix Blues.
A marzo 2012 la franchise irlandese del Leinster, rimasta scoperta nel ruolo di seconda linea, ingaggiò Thorn in prestito dai giapponesi per tre mesi, per impiegarlo in Heineken Cup e in Pro12; a maggio il Leinster vinse la Heineken Cup, grazie alla quale Thorn divenne il primo giocatore al mondo ad avere vinto sia la Coppa del Mondo che la maggior manifestazione di club di ciascun emisfero.
A ottobre 2012 Thorn rientrò in Nuova Zelanda con un contratto biennale con gli Highlanders, franchise di Super Rugby, a partire dalla stagione 2013.
Al termine di tale contratto, a 39 anni, firmò per un'ultima stagione in Inghilterra al Leicester; ad aprile 2015 annunciò il suo ritiro a fine stagione, che terminò con Leicester semifinalista di Premiership.
L'ultimo incontro della carriera di Thorn fu il 1º giugno 2015 grazie a un invito ricevuto dai Barbarians che lo convocarono in squadra per giocare a Twickenham contro un XV dell'Inghilterra.

## Palmarès

### Rugby a 13
- World Club Challenge: 1
Brisbane Broncos: 1997
- National Rugby League: 4
Brisbane Broncos: 1997, 1998, 2000, 2006

### Rugby a 15

#### Giocatore
- Coppe del mondo: 1
Nuova Zelanda: 2011
- Heineken Cup: 1
Leinster: 2011-12
- Super Rugby: 2
Crusaders: 2002, 2008
- National Provincial Championship: 4
Canterbury: 2001, 2004, 2009, 2010

#### Allenatore
- Super Rugby AU: 1
Reds: 2021